# Roy Meriwether
Roy Meriwether est un pianiste de jazz américain né le 24 février 1943 à Dayton, Ohio. Il a d'abord joué dans l'église de son père, accompagnant la chorale familiale. Dans les années 60, il dirige un trio et signe chez Columbia en 1965. Il continue de se produire en trio tout en participant aussi à des enregistrements avec le saxophoniste Joe Lewis (1987) et le flûtiste Chip Shelton (2000).
Très influencé par le Gospel, aimant jouer le blues, Roy Meriwether a un style proche de ceux de Gene Harris et Ramsey Lewis. 

## Discographie
- Soup & Onion / Soul Cookin' (Columbia, 1965)
- Popcorn and Soul (Columbia, 1966)
- The Stone Truth (Columbia, 1966)
- Soul Knight (Capitol, 1968)
- Preachin' (Capitol, 1970)
- Jesus Christ goes Jazz (Notes of Gold, 1972)
- Nubian Lady (Stinger, 1973)
- Live (Stinger, 1973)
- Black Snow (Let freedom ring) (1975)
- Live at Gordy's (1975)
- Journeys with Roy Meriwether (Gemini, 1985)
- Opening Night (Gemini, 1986)
- Opening Night II (Gemini, 1989)
- Xtensions (Fahrenheit, 1995)
- This One's On Me (Fahrenheit, 1999)
- Live at Gilly's (2004)
- Twilight Blues (American Jazz, 2005)
- The Art of the Groove (2007)
- Roy Dennis Meriwether Live (2012)